# デレック・ベル
デレック・ベル（Derek Reginald Bell、MBE 1941年10月31日 - ）は、イングランドのミドルセックス州ピナー出身の元レーシングドライバーである。ベルはスポーツカーレースで高い成功を収め、ル・マン24時間レースで5勝を挙げた。また、フェラーリ、サーティース、テクノよりF1にも参戦した。

## 略歴

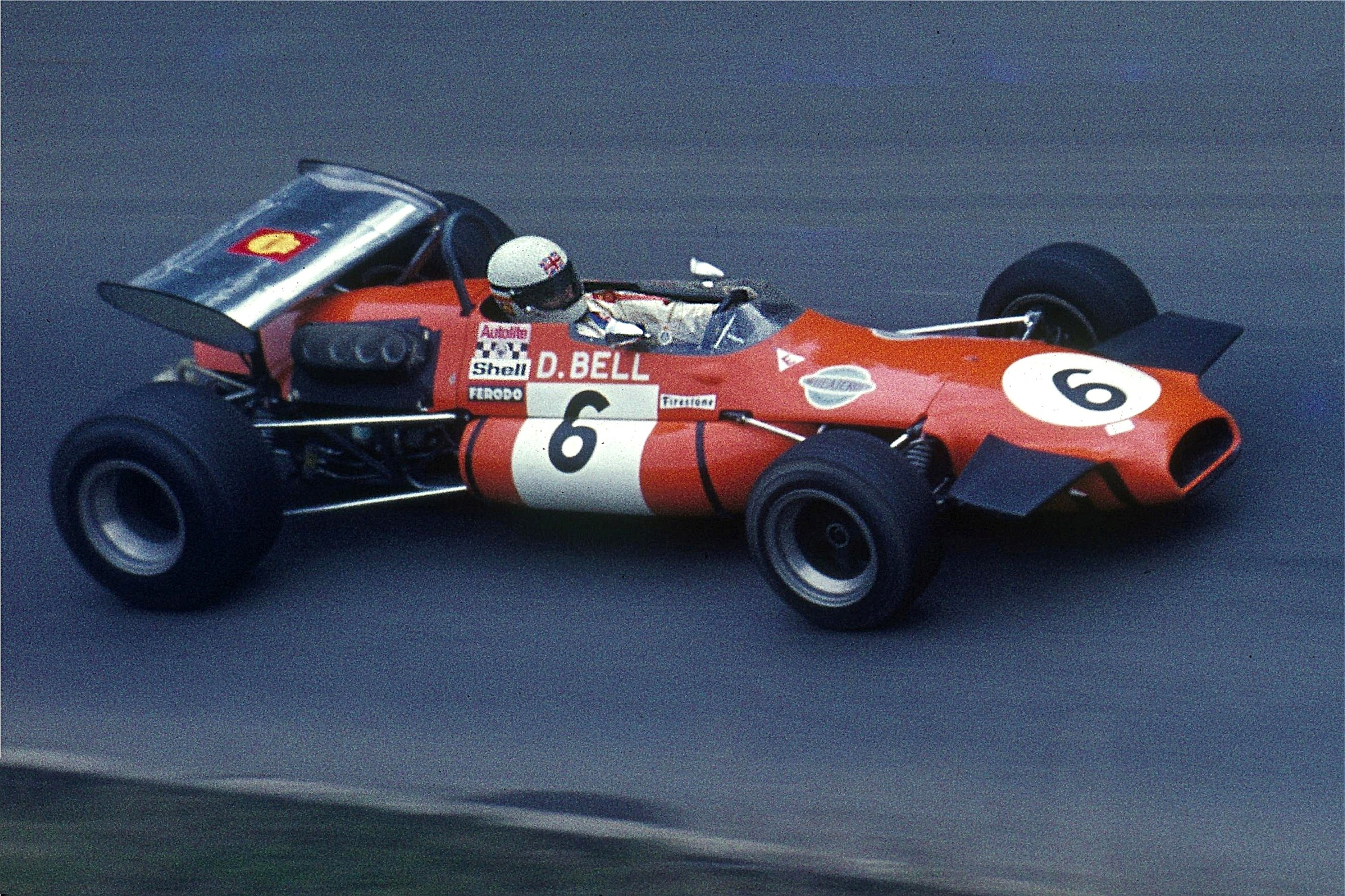
ウィートクロフトレーシングのブラバム・BT26をドライブするデレック･ベル（ニュルブルクリンク、1970年）

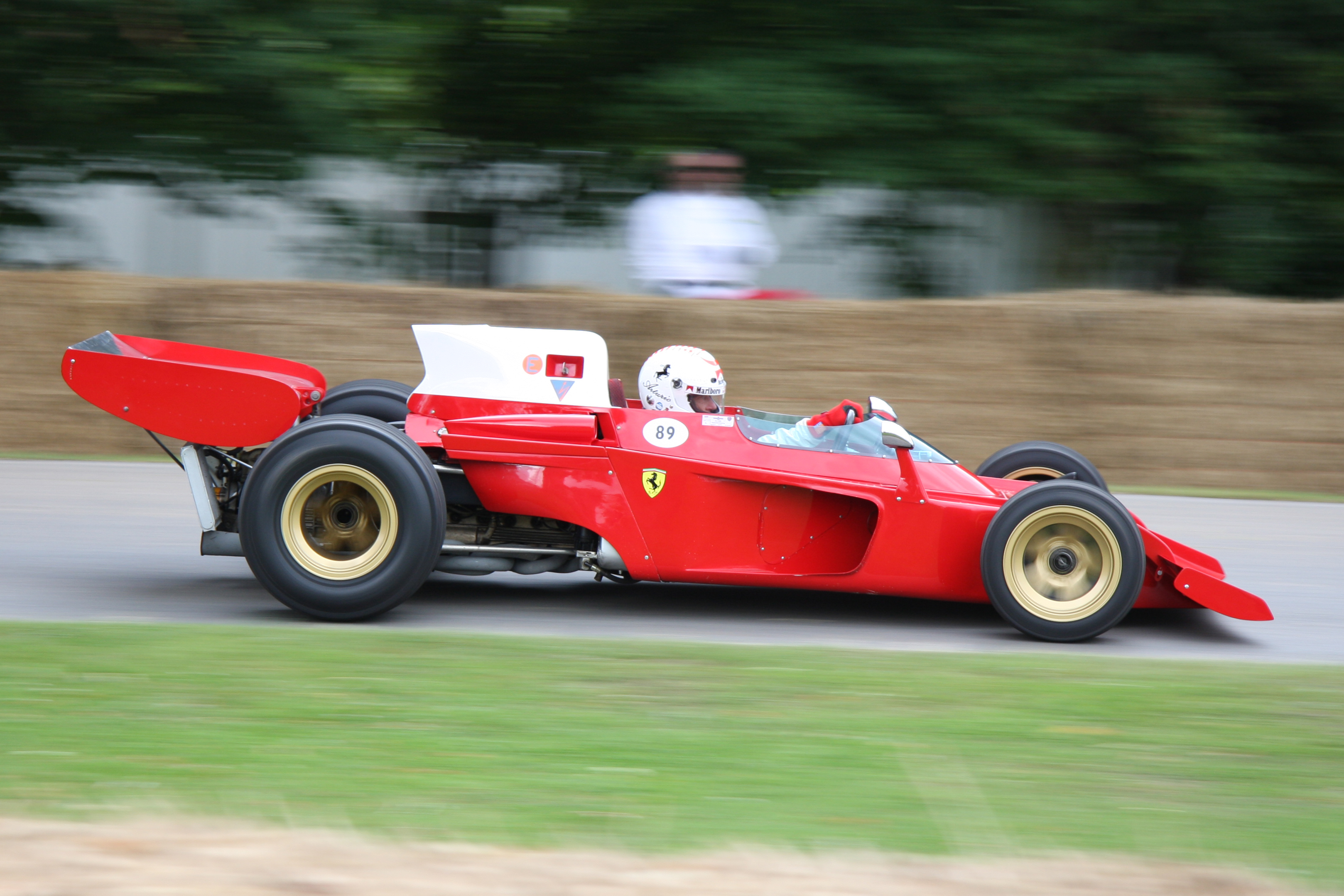
フェラーリ・312B3 "Spazzaneve"テストカーをドライブするデレック・ベル（グッドウッド・フェスティバル・オブ・スピード、2008年）

農場で育ったベルは、ペイガム湾近郊でオートキャンプ場(caravan site)の経営を手伝い、1964年に継父のバーナード・ヘンダーの勧めによりロータス・セブンでレースを始めた。翌年にはF3へステップアップしロータス・31をドライブした。1966年にロータス・41にマシンを変更すると、グッドウッドサーキットで初勝利を収め、1967年には7勝を挙げることに成功した。1968年、ベルはF2にステップアップし、継父の持つチャーチファームレーシングよりプライベーターとしてブラバム・BT23Cで参戦した。ここでベルは活躍を見せてフェラーリの注目を集め、モンツァでF1デビューを果たした。1969年にはシルバーストンのレースにフェラーリで参戦し、イギリスグランプリにはマクラーレンの4WD車、M9Aで参戦した。M9AのF1参戦はこのレースが唯一であった。
ベルはスティーブ・マックイーン主演の映画、栄光のル・マン（1970年）に多くのドライバーとともに出演した。ベルは撮影中に幸運にも難を逃れている。ベルのドライブするフェラーリ・512はあるシーンの撮影に入るところで突然出火した。ベルは車両が炎に包まれる直前に脱出することに成功し、軽い火傷を負っただけで済んだ。車両は大きな損傷を受けたが、後に再生された。
ベルは1970年のヨーロッパF2にも参戦し、マーチをドライブした。1972年にはテクノF1チームよりナンニ・ギャリのチームメートとして参戦した。その後はサーティースチームから何度も参戦したが、スポーツカーレースにおいても高い評価を得た。
ベルはスポーツカー世界選手権タイトルを2度（1985年、1986年）獲得し、デイトナ24時間レースでは3勝（1986年、1987年、1989年）し、ル・マン24時間レースでは5勝（1975年、1981年、1982年、1986年、1987年）を挙げている。ベルはポルシェの936、956、962で参戦した多くのレースでジャッキー・イクスと組んでおり、モータースポーツ史での著名なペアの一つと見なされている。
ベルはモータースポーツへの尽力が認められ、1986年に大英帝国勲章MBEを叙勲した。
1996年、ベルはスペクトル・R42プロジェクトのチェアマンに就任したが、プロジェクトは失敗し1997年に解体された。2001年、ベルはベントレーのコンサルタントに就任し、2003年のル・マン24時間レースでの勝利に貢献した。その後ベルはアメリカとボグナーレジスを行き来する生活を送り、F1レースのコメンテーター、ヒストリックイベントでのドライブ、ポルシェの大使役となった。
ベルの息子、ジャスティン・ベルもレーシングドライバーになった。ベル親子は1991年のデイトナ24時間レース、1992年、1995年のル・マン24時間レースでチームを組み、1995年は総合3位となった。2008年のデイトナ24時間でもコンビを組んだが、デレックが乗車する前にレースをリタイヤした。

## レース戦績

### F1
| 年     | 所属チーム                       | シャシー | 1   | 2   | 3   | 4       | 5   | 6       | 7   | 8       | 9       | 10      | 11      | 12      | 13      | 14      | 15  | WDC  | ポイント |
| ------ | -------------------------------- | -------- | --- | --- | --- | ------- | --- | ------- | --- | ------- | ------- | ------- | ------- | ------- | ------- | ------- | --- | ---- | -------- |
| 1968年 | フェラーリ                       | 312/68   | RSA | ESP | MON | BEL     | NED | FRA     | GBR | GER     | ITA Ret | CAN     | USA Ret | MEX     |         |         |     | NC   | 0        |
| 1969年 | マクラーレン                     | M9A      | RSA | ESP | MON | NED     | FRA | GBR Ret | GER | ITA     | CAN     | USA     | MEX     |         |         |         |     | NC   | 0        |
| 1970年 | ブラバム／トム・ホイートクロフト | BT26A    | RSA | ESP | MON | BEL Ret | NED | FRA     | GBR | GER     | AUT     | ITA     | CAN     |         |         |         |     | 22位 | 1        |
| 1970年 | サーティース                     | TS7      |     |     |     |         |     |         |     |         |         |         |         | USA 6   | MEX     |         |     | 22位 | 1        |
| 1971年 | サーティース                     | TS9      | RSA | ESP | MON | NED     | FRA | GBR Ret | GER | AUT     | ITA     | CAN     | USA     |         |         |         |     | NC   | 0        |
| 1972年 | マルティーニ (テクノ)            | PA123    | ARG | RSA | ESP | MON     | BEL | FRA DNQ | GBR | GER Ret | AUT     | ITA DNQ | CAN DNS | USA Ret |         |         |     | NC   | 0        |
| 1974年 | サーティース                     | TS16     | ARG | BRA | RSA | ESP     | BEL | MON     | SWE | NED     | FRA     | GBR DNQ | GER 11  | AUT DNQ | ITA DNQ | CAN DNQ | USA | NC   | 0        |

(key)

### ル・マン24時間レース
| ル・マン24時間レース 結果 | ル・マン24時間レース 結果                                             | ル・マン24時間レース 結果                           | ル・マン24時間レース 結果       | ル・マン24時間レース 結果 | ル・マン24時間レース 結果 | ル・マン24時間レース 結果 | ル・マン24時間レース 結果 |
| 年                        | チーム                                                                | コ・ドライバー                                      | 使用車両                        | クラス                    | 周回                      | 順位                      | クラス 順位               |
| ------------------------- | --------------------------------------------------------------------- | --------------------------------------------------- | ------------------------------- | ------------------------- | ------------------------- | ------------------------- | ------------------------- |
| 1970年                    | SpA フェラーリ SEFAC                                                  | ロニー・ピーターソン                                | フェラーリ・512S                | S 5.0                     | 39                        | DNF                       | DNF                       |
| 1971年                    | JWオートモーティヴ・エンジニアリング                                  | ジョー・シフェール                                  | ポルシェ・917LH                 | S 5.0                     | 240                       | DNF                       | DNF                       |
| 1972年                    | エキュリー・フランコルシャン                                          | テディ・ピレット リチャード・ボンド                 | フェラーリ・365GTB/4            | GT 5.0                    | 301                       | 8位                       | 4位                       |
| 1973年                    | ガルフ・リサーチ・レーシング                                          | ハウデン・ガンレイ                                  | ミラージュ・M6-コスワース       | S 3.0                     | 163                       | DNF                       | DNF                       |
| 1974年                    | ガルフ・リサーチ・レーシング                                          | マイク・ヘイルウッド                                | ガルフ・GR7-コスワース          | S 3.0                     | 317                       | 4位                       | 4位                       |
| 1975年                    | ガルフ・リサーチ・レーシング                                          | ジャッキー・イクス                                  | ミラージュ・GR8-コスワース      | S 3.0                     | 336                       | 1位                       | 1位                       |
| 1976年                    | グランド・ツーリング・カーズ                                          | ヴァーン・シュパン                                  | ミラージュ・GR8-コスワース      | S 3.0                     | 336                       | 5位                       | 4位                       |
| 1977年                    | ルノー・スポール                                                      | ジャン＝ピエール・ジャブイーユ                      | ルノー・アルピーヌ・A442        | S +2.0                    | 257                       | DNF                       | DNF                       |
| 1978年                    | ルノー・スポール                                                      | ジャン＝ピエール・ジャリエ                          | ルノー・アルピーヌ・A442A       | S +2.0                    | 162                       | DNF                       | DNF                       |
| 1979年                    | グランド・ツーリング・カーズ フォード・コンセッショナリーズ・フランス | デヴィッド・ホッブス ヴァーン・シュパン             | ミラージュ・M10-コスワース      | S +2.0                    | 262                       | DNF                       | DNF                       |
| 1980年                    | ポルシェ・システム                                                    | アル・ホルバート                                    | ポルシェ・924 カレラGT          | GTP                       | 305                       | 13位                      | 6位                       |
| 1981年                    | ポルシェ・システム                                                    | ジャッキー・イクス                                  | ポルシェ・936                   | S +2.0                    | 354                       | 1位                       | 1位                       |
| 1982年                    | ロスマンズ・ポルシェ・システム                                        | ジャッキー・イクス                                  | ポルシェ・956                   | C                         | 359                       | 1位                       | 1位                       |
| 1983年                    | ロスマンズ・ポルシェ・システム                                        | ジャッキー・イクス                                  | ポルシェ・956                   | C                         | 370                       | 2位                       | 2位                       |
| 1985年                    | ロスマンズ・ポルシェ                                                  | ハンス＝ヨアヒム・スタック                          | ポルシェ・962C                  | C1                        | 367                       | 3位                       | 3位                       |
| 1986年                    | ロスマンズ・ポルシェ                                                  | ハンス＝ヨアヒム・スタック アル・ホルバート         | ポルシェ・962C                  | C1                        | 368                       | 1位                       | 1位                       |
| 1987年                    | ロスマンズ・ポルシェ                                                  | ハンス＝ヨアヒム・スタック アル・ホルバート         | ポルシェ・962C                  | C1                        | 355                       | 1位                       | 1位                       |
| 1988年                    | ポルシェ AG                                                           | クラウス・ルートヴィッヒ ハンス＝ヨアヒム・スタック | ポルシェ・962C                  | C1                        | 394                       | 2位                       | 2位                       |
| 1989年                    | リチャード・ロイド・レーシング                                        | ティフ・ニーデル ジェームス・ウィーバー             | ポルシェ・962C GTi              | C1                        | 339                       | DNF                       | DNF                       |
| 1990年                    | ヨースト・ポルシェ・レーシング                                        | ハンス＝ヨアヒム・スタック フランク・イェリンスキー | ポルシェ・962C                  | C1                        | 350                       | 4位                       | 4位                       |
| 1991年                    | コンラット・モータースポーツ ヨースト・ポルシェ・レーシング           | ハンス＝ヨアヒム・スタック フランク・イェリンスキー | ポルシェ・962C                  | C2                        | 347                       | 7位                       | 7位                       |
| 1992年                    | ADA エンジニアリング                                                  | ティフ・ニーデル ジャスティン・ベル                 | ポルシェ・962C GTi              | C3                        | 284                       | 12位                      | 5位                       |
| 1993年                    | クラージュ・コンペティション                                          | リオネル・ロベール パスカル・ファブル               | クラージュ・C30LM-ポルシェ      | C2                        | 347                       | 10位                      | 5位                       |
| 1994年                    | ガルフ・オイル・レーシング                                            | ロビン・ドノバン ユルゲン・ラシック                 | クレマー・K8スパイダー-ポルシェ | LMP1 C90                  | 316                       | 6位                       | 3位                       |
| 1995年                    | ハロッズ マック・ワン・レーシング デビッド・プライス・レーシング      | アンディ・ウォレス ジャスティン・ベル               | マクラーレン・F1 GTR            | GT1                       | 296                       | 3位                       | 2位                       |
| 1996年                    | ハロッズ マック・ワン・レーシング デビッド・プライス・レーシング      | オリビエ・グルイヤール アンディ・ウォレス           | マクラーレン・F1 GTR            | GT1                       | 296                       | 6位                       | 5位                       |